# Kowasayee
Kowasayee (Kowwassayee), jedno od malenih plemena Tenino Indijanaca, porodice Shahaptian,  sa sjeverne obale rijeke Columbia, nasuprot ušća Umatille. Kowasayee zajedno s ostalim Tenino plemenima nakon ugovora iz 1855. su smješteni na rezervat Yakima u Washingtonu, gdje danas čine jednu od 14 plemena konfederacije Confederated Tribes and Bands of the Yakama Nation.